# 9380 Mâcon
9380 Mâcon là một tiểu hành tinh vành đai chính với chu kỳ quỹ đạo là 1772.5469698 ngày (4.85 năm).
Nó được phát hiện ngày 17 tháng 8 năm 1993.